# Alphonse Guilloré

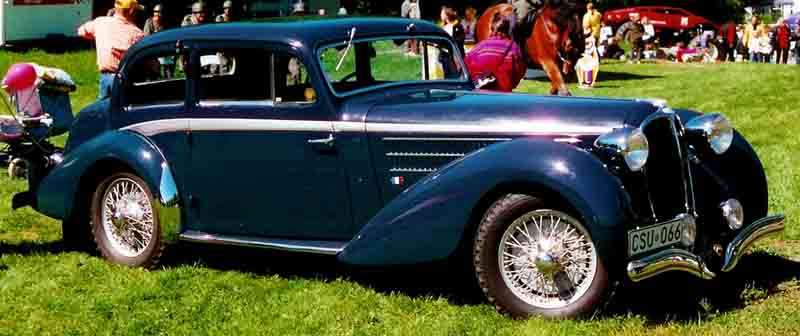
Delahaye coach type 135 M par Guilloré, 1939 (Lars-Göran Lindgren).

Alphonse Guilloré, né le 25 février 1896 à Paris 8e et mort le 19 novembre 1963 à Courbevoie, est un carrossier automobile de renom de Courbevoie.

## Biographie
Alphonse Guilloré, né le 25 février 1896 à Paris, participe à la Première Guerre mondiale en combattant au 21e puis au 61e bataillon de chasseurs à pied où il sera grièvement blessé le 20 octobre 1916 à Biaches. Invalide à 100 % et en reconnaissance de ses brillants services, il recevra la médaille militaire avec attribution de la croix de guerre avec palmes.
Promu officier de la Légion d'honneur en 1960, il participera activement au souvenir des combats au sein de plusieurs associations d'anciens combattants.

## Distinctions
- Officier de la Légion d'honneur (1960)[3]
- Médaille militaire (1949)
- Croix de guerre 1914–1918, palme de bronze

## La carrosserie de grand luxe
Tôlier et carrossier de formation, il crée son entreprise le 23 juillet 1924. Il travaillera pour de nombreux constructeurs, mais ce n'est qu'à partir de 1937 qu'il se fera connaître en habillant de nombreux véhicules pour le compte de Delahaye de 1934 à 1954.
Sa collaboration avec Delahaye se traduira dès 1934 avec une limousine 6 places super luxe sur châssis type 154.
Il carrossera ensuite comme d'autres carrossiers des véhicules d'usine mais aussi ses propres créations sur le châssis type 135 de la marque. Ces créations lui permettront d'être honoré dans les concours d'élégance très prisés de l'époque.
Bien que spécialisé dans la carrosserie du coach, la cabriolet "Estérel" sera primée au concours d'élégance d'Enghien-les-Bains en 1948.
Le cabriolet "Béarn" remportera le grand prix au concours de Monte Carlo.
Il carrossera aussi un étonnant break de chasse.
Il a habillé aussi des châssis Delage comme le D8-120 dont un pour la Présidence de la République (Présidence de Monsieur Vincent Auriol).
Mais aussi un coach Bugatti sur un châssis 101502 avec les caractéristiques suivantes : 8 cylindres en ligne, 135 CV, 1750 hg, 150 km/h, freins hydrauliques, au prix prohibitif de 3 millions de francs français.

## Les véhicules industriels
Parallèlement à la production de voitures de luxe, il carrosse des fourgons sur châssis Delahaye type 163, des véhicules utilitaires et publicitaires pour divers constructeurs. À partir de 1954, date de fin des productions Delahaye, il carrossera entre autres des véhicules pour les Pompes Funèbres Générales, des camions radiologiques et d'examens pour la médecine de travail, et de nombreuses cabines militaires pour Berliet.
La société A. Guilloré disparaît en 1974.